# 중계방송

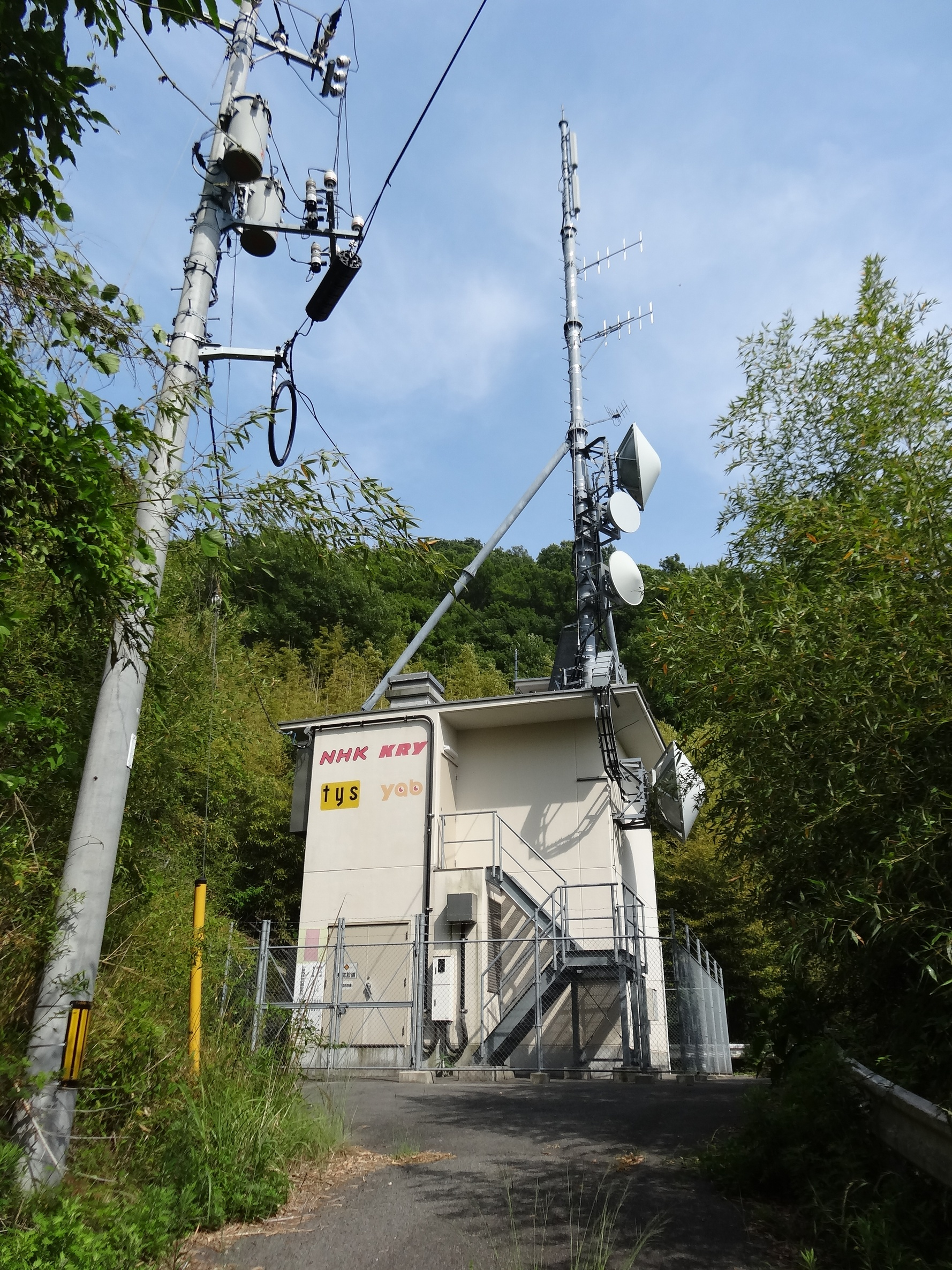
NHK 디지털 텔레비전 방송 송출소 (이와쿠니시)

중계방송(中繼放送)은 텔레비전, 라디오 방송국 등의 연주소 이외의 장소에서 방송 프로그램 내용의 제작을 수행해야 하는 경우, 그 장소 (현장)에 임시로 스튜디오 및 부 조정실 기능의 대부분 또는 일부를 마련하고 프로그램 소재의 대부분 또는 일부를 제작하고 음성이나 영상을 통신 회선을 이용하여 연주소로 보내고 연주소 부 조정실 또는 주조정실에서 최종 가공하여, 주조정실을 통해 방송하는 것을 말한다.

## 같이 보기
- 방송차